# Vogelschutzgebiet 'Rieselfelder Münster'
Vogelschutzgebiet 'Rieselfelder Münster' este o arie protejată (arie de protecție specială avifaunistică — SPA) din Germania întinsă pe o suprafață de 436,46 ha, integral pe uscat.

## Localizare
Centrul sitului Vogelschutzgebiet 'Rieselfelder Münster' este situat la coordonatele 52°01′14″N 7°39′25″E / 52.0206°N 7.6569°E.

## Înființare
Situl Vogelschutzgebiet 'Rieselfelder Münster' a fost declarat arie de protecție specială avifaunistică în septembrie 1983 pentru a proteja 42 de specii de animale.

## Biodiversitate
Situată în ecoregiunea atlantică, aria protejată nu include niciun habitat protejat.
La baza desemnării sitului se află mai multe specii protejate de  păsări (42): lăcar-de-rogoz (Acrocephalus schoenobaenus), lăcar-de-lac (Acrocephalus scirpaceus), pescăruș albastru (Alcedo atthis), rață sulițar (Anas acuta), rață lingurar (Anas clypeata), rață mică (Anas crecca crecca), rață fluierătoare (Anas penelope), rață cârâitoare (Anas querquedula), Anas strepera strepera, Anser albifrons albifrons, rață-cu-cap-castaniu (Aythya ferina), buhai de baltă (Botaurus stellaris stellaris), fugaci de țărm (Calidris alpina), fugaci roșcat (Calidris ferruginea), egretă mare (Casmerodius albus albus), Charadrius dubius curonicus, chirighiță neagră (Chlidonias niger), barză albă (Ciconia ciconia ciconia), erete de stuf (Circus aeruginosus), erete vânăt (Circus cyaneus), șoimul rândunelelor (Falco subbuteo), becațină comună (Gallinago gallinago), Limosa limosa limosa, grelușel-de-zăvoi (Locustella luscinioides), privighetoare (Luscinia megarhynchos), Luscinia svecica cyanecula, becațină mică (Lymnocryptes minimus), Mergus merganser merganser, gaia neagră (Milvus migrans), Numenius arquata arquata, grangur (Oriolus oriolus), bătăuș (Philomachus pugnax), cresteț pestriț (Porzana porzana), Rallus aquaticus aquaticus, mărăcinar negru (Saxicola torquatus), Tachybaptus ruficollis ruficollis, călifar alb (Tadorna tadorna), fluierar negru (Tringa erythropus), fluierar de mlaștină (Tringa glareola), fluierar cu picioare verzi (Tringa nebularia), fluierarul de zăvoi (Tringa ochropus), nagâț (Vanellus vanellus)